# Gamin
Gamin — средство постоянного отслеживания изменений файлов и каталогов в компьютерных системах на базе операционной системы Linux, реализация подсистемы File Alteration Monitor (FAM), системы мониторинга изменений файлов. Выполняющаяся как сервис, Gamin предоставляет информацию о произошедших изменениях в файлах и каталогах для других подсистем ОС. gam_server является демоном для системы Gamin.